# Isole del Vento
Le Isole del Vento (in francese: Les Îles du Vent; in tahitiano: Te fenua Ni’a mata’i mā) sono un gruppo di cinque isole della Polinesia Francese situate ad est delle Isole Sottovento. Assieme alle Isole Sottovento formano l'arcipelago delle Isole della Società, uno dei cinque grandi arcipelaghi che  costituiscono la Polinesia Francese. Sono le isole più grandi della Polinesia e concentrano la maggior parte della popolazione della collettività d'Oltremare. Le isole che le costituiscono sono:
- Tahiti,
- Moorea,
- Maiao,
- Mehetia,
- atollo di Tetiaroa